# Damshausen
Damshausen ist ein Dorf im Hessischen Hinterland und als solches der einwohnermäßig kleinste Ortsteil der Großgemeinde Dautphetal im mittelhessischen Landkreis Marburg-Biedenkopf.

## Geographie
Der Ort befindet sich ungefähr zwölf Kilometer nordwestlich von Marburg.
Damshausen liegt im Naturraum Damshäuser Kuppen in der Haupteinheit Gladenbacher Bergland auf einer Höhe von etwa 318 m über NN. Südwestlich des Rimbergs liegt der Ort im Talhaupt des Damsbaches, welcher in Ohe, Allna und diese schließlich in die Lahn fließt. Damit sind diese Gewässer die einzigen der Gemeinde, deren Wasser in die mittlere Lahn, also zwischen Marburg und Wetzlar, fließt.
Das Dorf selbst weist eine geschlossene Bebauung auf mit unregelmäßigem Grundriss und unterschiedlich großen Höfen (Haufendorf).

## Geschichte

### Von den Anfängen bis zur Gebietsreform in Hessen
Die älteste bekannte schriftliche Erwähnung von Damshausen erfolgte unter dem Namen Tagesmanneshusen im Jahr 1251.
Die Statistisch-topographisch-historische Beschreibung des Großherzogthums Hessen berichtet 1830 über Damshausen:

„Dammshausen (L. Bez. Gladenbach) evangel. Filialdorf; liegt 1 St. von Gladenbach, hat 1 Kirche, so wie 27 Häuser und 193 evangelische Einwohner. – Der Ort hieß früher Demesshusen, und gehörte im 15. Jahrhundert zum Dautpher Kirchengebiete. Im Jahr 1731 wurde hier Kupfererz erschürft.“

Die alte Straße von Laasphe nach Marburg führte durch Damshausen, und die alte Straße von Wetzlar über Gladenbach nach Wetter führte östlich an Damshausen vorbei.
Auf dem Rimberg wurde im Jahr 1974 auf der Gemarkungsgrenze zwischen Damshausen und Caldern die Reste einer Ringwallanlage mit einer Ausdehnung von ungefähr 160 m × 130 m gefunden. Diese sollen aus der späten Hallstattzeit bis in die La-Tène-Zeit stammen.

### Gebietsreform
Zum 1. Juli 1974 wurde die bis dahin selbständige Gemeinde Damshausen im Zuge der Gebietsreform in Hessen mit 11 weiteren Gemeinden kraft Landesgesetz zur neuen Großgemeinde Dautphetal zusammengeschlossen. Sitz der Gemeindeverwaltung wurde der Ortsteil Dautphe. Für alle ehemals eigenständigen Gemeinden von Dautphetal wurden Ortsbezirke mit Ortsbeirat und Ortsvorsteher nach der Hessischen Gemeindeordnungeingerichtet.

### Territorialgeschichte und Verwaltung im Überblick
Die folgende Liste zeigt im Überblick die Territorien, in denen Damshausen lag, bzw. die Verwaltungseinheiten, denen es unterstand:
- vor 1567: Heiliges Römisches Reich, Landgrafschaft Hessen, Amt Biedenkopf, Gericht Dautphe
- ab 1567: Heiliges Römisches Reich, Landgrafschaft Hessen-Marburg, Amt Biedenkopf[9]
- 1604–1648: strittig zwischen Hessen-Kassel und Hessen-Darmstadt (Hessenkrieg)
- ab 1604: Heiliges Römisches Reich, Landgrafschaft Hessen-Kassel, Amt Biedenkopf
- ab 1637: Heiliges Römisches Reich, Landgrafschaft Hessen-Darmstadt, Oberfürstentum Hessen, Amt Biedenkopf[10][11]
- ab 1806: Großherzogtum Hessen, Oberfürstentum Hessen, Amt Biedenkopf[12]
- ab 1815: Großherzogtum Hessen, Provinz Oberhessen, Amt Biedenkopf[13]
- ab 1821: Großherzogtum Hessen, Provinz Oberhessen, Landratsbezirk Gladenbach (Trennung von Justiz (Landgericht Gladenbach) und Verwaltung)
- ab 1832: Großherzogtum Hessen, Provinz Oberhessen, Kreis Biedenkopf
- ab 1848: Großherzogtum Hessen, Regierungsbezirk Biedenkopf
- ab 1852: Großherzogtum Hessen, Provinz Oberhessen, Kreis Biedenkopf
- ab 1867: Norddeutscher Bund, Königreich Preußen, Provinz Hessen-Nassau, Regierungsbezirk Wiesbaden, Kreis Biedenkopf (übergangsweise Hinterlandkreis)[11]
- ab 1871: Deutsches Reich, Königreich Preußen, Provinz Hessen-Nassau, Regierungsbezirk Wiesbaden, Kreis Biedenkopf
- ab 1918: Deutsches Reich, Freistaat Preußen, Provinz Hessen-Nassau, Regierungsbezirk Wiesbaden, Kreis Biedenkopf
- ab 1932: Deutsches Reich, Freistaat Preußen, Provinz Hessen-Nassau, Regierungsbezirk Wiesbaden, Kreis Dillenburg
- ab 1933: Deutsches Reich, Freistaat Preußen, Provinz Hessen-Nassau, Regierungsbezirk Wiesbaden, Kreis Biedenkopf
- ab 1944: Deutsches Reich, Freistaat Preußen, Provinz Nassau, Landkreis Biedenkopf
- ab 1945: Deutsches Reich, Amerikanische Besatzungszone, Groß-Hessen, Regierungsbezirk Wiesbaden, Landkreis Biedenkopf
- ab 1946: Deutsches Reich, Amerikanische Besatzungszone, Hessen, Regierungsbezirk Wiesbaden, Landkreis Biedenkopf
- ab 1949: Bundesrepublik Deutschland, Hessen, Regierungsbezirk Wiesbaden, Landkreis Biedenkopf
- ab 1968: Bundesrepublik Deutschland, Hessen, Regierungsbezirk Darmstadt, Landkreis Biedenkopf
- ab 1974: Bundesrepublik Deutschland, Hessen, Regierungsbezirk Kassel, Landkreis Marburg-Biedenkopf, Gemeinde Dautphetal
- ab 1981: Bundesrepublik Deutschland, Hessen, Regierungsbezirk Gießen, Landkreis Marburg-Biedenkopf, Dautphetal

### Einwohnerentwicklung
Nach den Erhebungen des Zensus 2011 lebten am Stichtag dem 9. Mai 2011 in Damshausen 204 Einwohner. Darunter waren keine Ausländer.
Nach dem Lebensalter waren 36 Einwohner unter 18 Jahren, 90 zwischen 18 und 49, 36 zwischen 50 und 64 und 39 Einwohner waren älter.
Die Einwohner lebten in 75 Haushalten. Davon waren 18 Singlehaushalte, 15 Paare ohne Kinder und 36 Paare mit Kindern, sowie 3 Alleinerziehende und keine Wohngemeinschaften. In 12 Haushalten lebten ausschließlich Senioren/-innen und in 45 Haushaltungen lebten keine Senioren/-innen.

#### Einwohnerzahlen
| Quelle: Historisches Ortslexikon |                                                                                            |
| • 1577:                          | 016 Hausgesesse                                                                            |
| • 1630:                          | 019 Hausgesesse (1 dreispännige, 10 zweispännige, 1 einspännige Ackerleute, 7 Einläuftige) |
| • 1677:                          | 001 Freier, 18 Hausgründe, 2 Witwen, 10 ledige Personen                                    |
| • 1742:                          | 025 Haushalte                                                                              |
| • 1791:                          | 193 Einwohner                                                                              |
| • 1800:                          | 180 Einwohner                                                                              |
| • 1806:                          | 174 Einwohner, 27 Häuser                                                                   |
| • 1829:                          | 193 Einwohner, 27 Häuser                                                                   |

| Damshausen: Einwohnerzahlen von 1791 bis 2018 | Damshausen: Einwohnerzahlen von 1791 bis 2018 | Damshausen: Einwohnerzahlen von 1791 bis 2018 | Damshausen: Einwohnerzahlen von 1791 bis 2018 | Damshausen: Einwohnerzahlen von 1791 bis 2018 |
| --- | --------------------------------------------- | --------------------------------------------- | --------------------------------------------- | --------------------------------------------- |
| Jahr |                                               |                                               |                                               | Einwohner                                     |
| 1791 | 1791                                          |                                               | 193                                           | 193                                           |
| 1800 | 1800                                          |                                               | 180                                           | 180                                           |
| 1806 | 1806                                          |                                               | 174                                           | 174                                           |
| 1829 | 1829                                          |                                               | 193                                           | 193                                           |
| 1834 | 1834                                          |                                               | 217                                           | 217                                           |
| 1840 | 1840                                          |                                               | 222                                           | 222                                           |
| 1846 | 1846                                          |                                               | 229                                           | 229                                           |
| 1852 | 1852                                          |                                               | 248                                           | 248                                           |
| 1858 | 1858                                          |                                               | 245                                           | 245                                           |
| 1864 | 1864                                          |                                               | 251                                           | 251                                           |
| 1871 | 1871                                          |                                               | 233                                           | 233                                           |
| 1875 | 1875                                          |                                               | 215                                           | 215                                           |
| 1885 | 1885                                          |                                               | 211                                           | 211                                           |
| 1895 | 1895                                          |                                               | 217                                           | 217                                           |
| 1905 | 1905                                          |                                               | 220                                           | 220                                           |
| 1910 | 1910                                          |                                               | 228                                           | 228                                           |
| 1925 | 1925                                          |                                               | 219                                           | 219                                           |
| 1939 | 1939                                          |                                               | 230                                           | 230                                           |
| 1946 | 1946                                          |                                               | 319                                           | 319                                           |
| 1950 | 1950                                          |                                               | 304                                           | 304                                           |
| 1956 | 1956                                          |                                               | 239                                           | 239                                           |
| 1961 | 1961                                          |                                               | 215                                           | 215                                           |
| 1967 | 1967                                          |                                               | 220                                           | 220                                           |
| 1980 | 1980                                          |                                               | ?                                             | ?                                             |
| 1990 | 1990                                          |                                               | ?                                             | ?                                             |
| 2000 | 2000                                          |                                               | ?                                             | ?                                             |
| 2007 | 2007                                          |                                               | 230                                           | 230                                           |
| 2011 | 2011                                          |                                               | 204                                           | 204                                           |
| 2016 | 2016                                          |                                               | 199                                           | 199                                           |
| 2018 | 2018                                          |                                               | 199                                           | 199                                           |
| Datenquelle: Historisches Gemeindeverzeichnis für Hessen: Die Bevölkerung der Gemeinden 1834 bis 1967. Wiesbaden: Hessisches Statistisches Landesamt, 1968. Weitere Quellen: LAGIS; nach 1970: Gemeinde Dautphetal (webarchiv); Zensus 2011 |                                               |                                               |                                               |                                               |

#### Religionszugehörigkeit
| Quelle: Historisches Ortslexikon |                                                                           |
| • 1830:                          | 193 evangelische(= 100 %) Einwohner                                       |
| • 1885:                          | 211 evangelische (= 100 %) Einwohner                                      |
| • 1961:                          | 188 evangelische (= 87,44 %), 15 römisch-katholische (= 6,98 %) Einwohner |

#### Erwerbstätigkeit
| • 1867: | Erwerbspersonen: 38 Landwirtschaft, 5 Gewerbe und Industrie, 5 Handel, 1 Erziehung und Unterricht, 1 Gemeindeverwaltung.          |
| • 1961: | Erwerbspersonen: 92 Land- und Forstwirtschaft, 32 produzierendes Gewerbe, 6 Handel und Verkehr, 8 Dienstleistungen und Sonstiges. |

## Wappen
Blasonierung: Unter silbernem Schildhaupt mit schwarzem Kreuz in Rot drei (2.1. gestellte) silberne Pflugscharen.

## Kultur und Sehenswürdigkeiten
Kirche
Die evangelische Dorfkirche ist denkmalgeschützt. Der Chorturm wurde wohl schon im 13. Jahrhundert errichtet; er ist seit dem 17. Jahrhundert mit einem barocken Haubenhelm bekrönt. Das Schiff wurde 1930/31 durch den damaligen Kirchenbaumeister der Evangelischen Landeskirche in Nassau, Ludwig Hofmann (1862–1933), erneuert. Die Chorfenster mit einer Darstellung der Kreuzigung Christi wurde 1930 von dem Marburger Glasmaler Erhard Klonk geschaffen. Die Orgel (I/P/7) wurde 1999 von dem Frankenberger Orgelbaumeister Christoph Böttner renoviert.

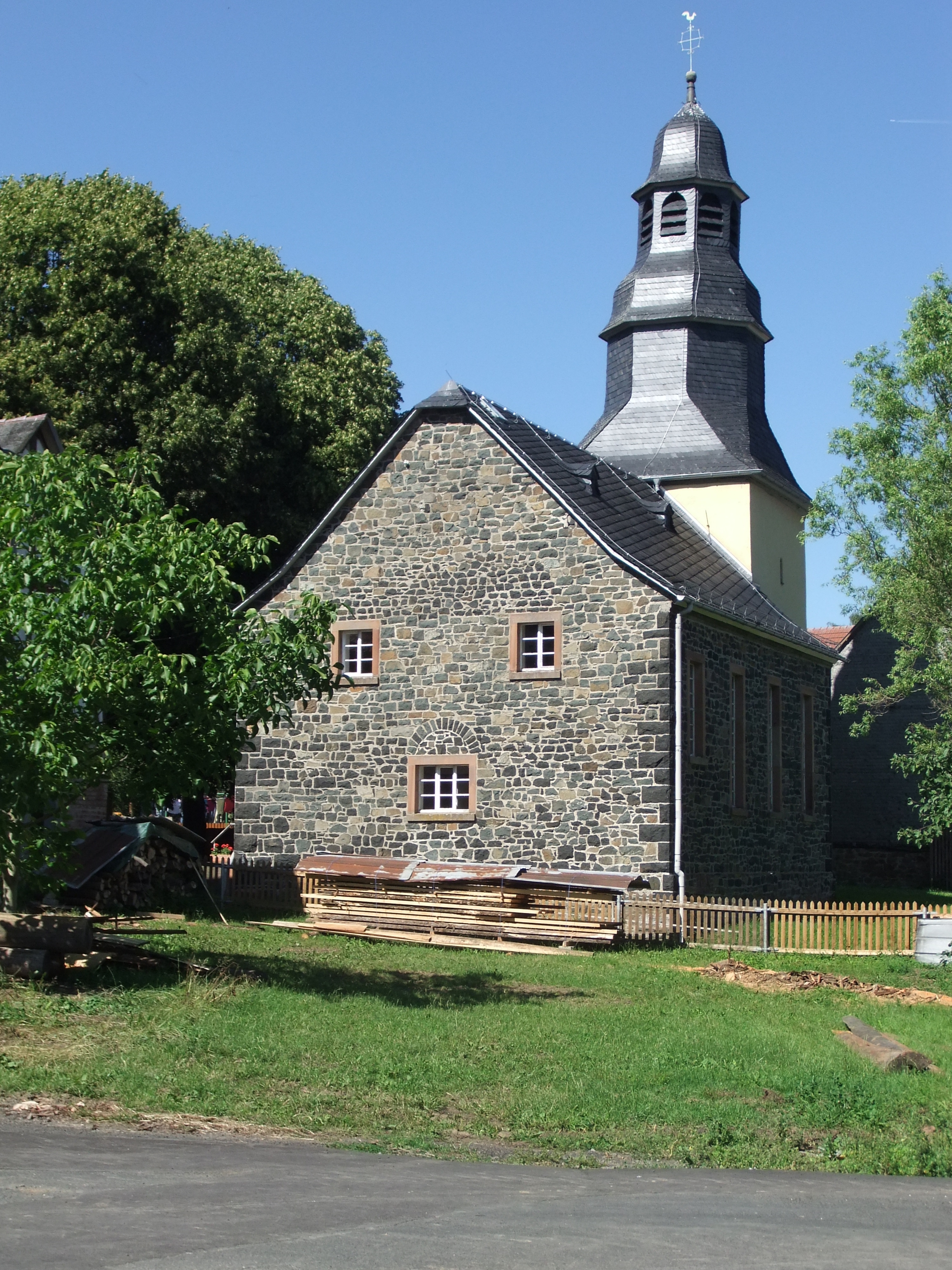
Evangelische Kirche Damshausen
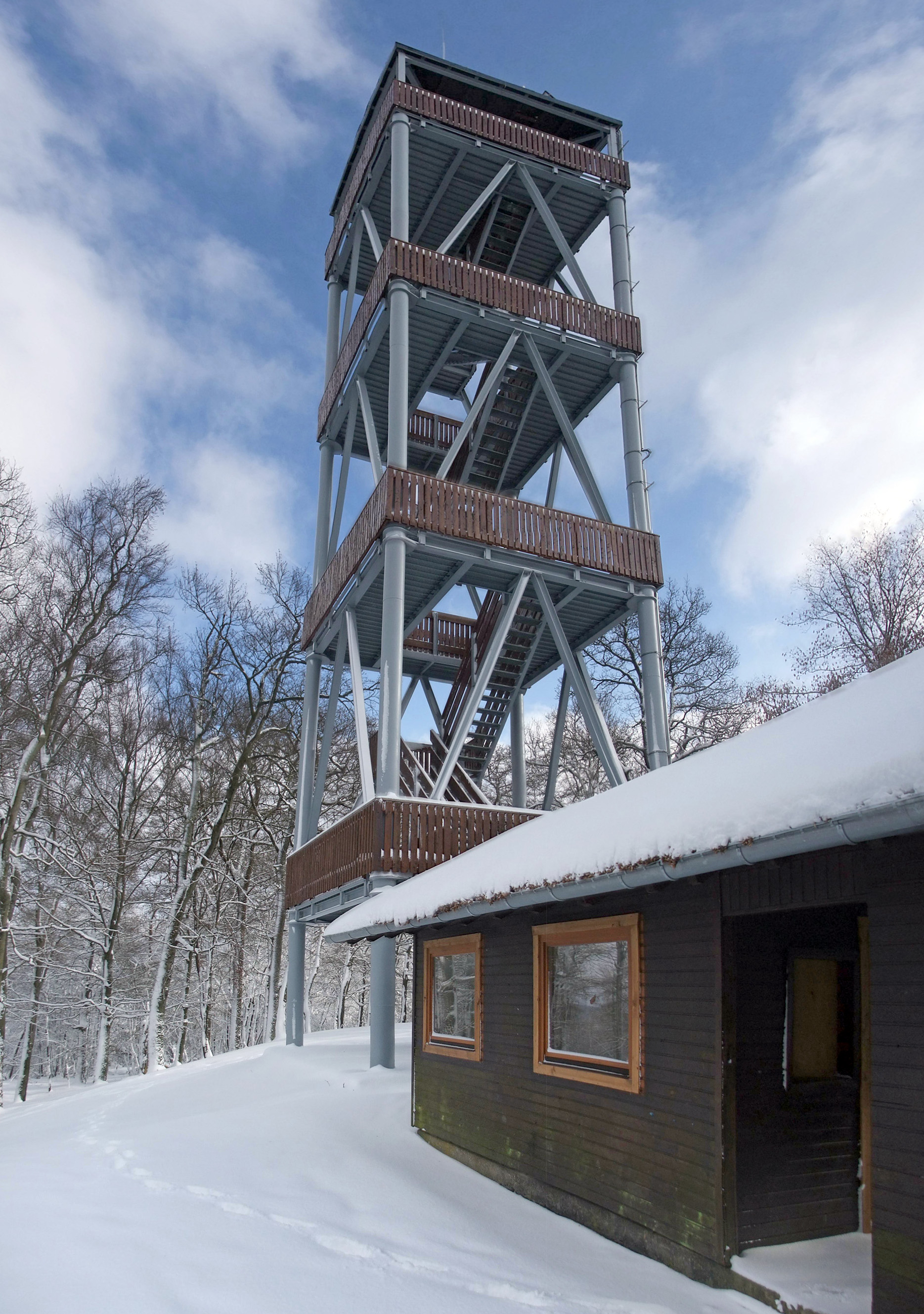
Rimbergturm auf dem Damshausener Hausberg im Winter